# Cantón de Lunéville-Norte
El cantón de Lunéville-Norte era una división administrativa francesa, que estaba situada en el departamento de Meurthe y Mosela y la región de Lorena.

## Composición
El cantón estaba formado por dieciocho comunas, más una fracción de la comuna que le daba su nombre:
- Anthelupt
- Bauzemont
- Bienville-la-Petite
- Bonviller
- Courbesseaux
- Crévic
- Deuxville
- Drouville
- Einville-au-Jard
- Flainval
- Hoéville
- Hudiviller
- Lunéville (fracción)
- Maixe
- Raville-sur-Sânon
- Serres
- Sommerviller
- Valhey
- Vitrimont

## Supresión del cantón de Lunéville-Norte
En aplicación del Decreto nº 2014-261 de 26 de febrero de 2014, el cantón de Lunéville-Norte fue suprimido el 22 de marzo de 2015 y sus 19 comunas pasaron a formar parte; dieciocho del nuevo cantón de Lunéville-1 y la fracción de la comuna que le daba su nombre se unió con la otra fracción para que, por medio de una reestructuración cantonal, fueran creados los nuevos cantones de Lunéville-1 y Lunéville-2.